# Malattia di Kimura
La malattia di Kimura è una malattia infiammatoria cronica, benigna e molto rara. I suoi principali sintomi sono lesioni cutanee del collo o della testa o adenomegalia dolente unilaterale dei linfonodi cervicali.

## Storia
Il primo resoconto di questa malattia è del 1937, in Cina, quando Kimm e Szeto identificarono sette casi di tale condizione. La malattia ricevette il suo nome nel 1948 quando Kimura e altri individuarono un cambiamento dei vasi sanguigni del distretto interessato e lo descrissero come una “granulazione insolita combinata con modificazioni iperplastiche del tessuto linfoide”.

## Eziologia
La causa del Kimura rimane sconosciuta. Si ipotizza una eziologia allergica o un'alterazione della regolazione immunitaria. Sono state proposte altre teorie, tra cui la persistente stimolazione antigenica causata dal morso di artropodi o parassiti o l'infezione da candida.

## Fisiopatologia
A prescindere da quale (o quali) delle succitate cause sia quella corretta, la malattia di Kimura si manifesta con un'anomala proliferazione dei follicoli linfoidi e dell'endotelio vascolare. La presenza di eosinofilia nel sangue periferico e di granulociti eosinofili negli infiltrati infiammatori (cutanei e linfonodali) suggerisce che la malattia di Kimura possa essere una reazione di ipersensibilità. Alcune evidenze indicano che i linfociti TH2 potrebbero giocare un ruolo importante, ma sono necessari ulteriori studi.
La malattia di Kimura è generalmente limitata alla pelle, ai linfonodi, alle ghiandole salivari, ma in alcuni pazienti è stata associata ad una sindrome nefrosica, le cui basi eziologiche rimangono incerte.

## Epidemiologia
La malattia di Kimura è prevalentemente riscontrata in maschi di discendenza asiatica. Negli Stati Uniti è stata riscontrata raramente, mentre la prevalenza a livello internazionale è sconosciuta.
In Italia vi sono tre casi documentati, il primo a Padova nel 1999, il secondo a Parma nel 2010 e il terzo a Torino nel 2016.
Il terzo caso Chiara S., una donna di 31 anni, a cui è stata diagnosticata la malattia in seguito a grave sindrome nefrosica, e tramite biopsia dell'arteria temporale sinistra.

## Trattamento
Un atteggiamento osservativo (wait and see) è accettabile se le lesioni non sono né sintomatiche né sfiguranti. Gli steroidi intralesionali o orali possono diminuire le dimensioni dei noduli ma non curano la malattia.
La ciclosporina induce la remissione della malattia di Kimura, tuttavia, una volta sospesa la somministrazione, è stata osservata la ricorrenza della malattia.
La cetirizina è un farmaco efficace nel trattare i sintomi. Essendo efficace sia nel controllare il prurito sia come agente anti-infiammatorio, è un farmaco adatto al trattamento del prurito associato alle lesioni.  In uno studio del 2005, l'American College of Rheumatology ha condotto un trattamento usando inizialmente prednisone, seguito da altri steroidi, azatioprina, omeprazolo, e supplementi di calcio e vitamina D per il corso di due anni. La condizione della pelle è migliorata e le lesioni regredite. Tuttavia si sono presentati sintomi cushingoidi e irsutismo prima che fossero sospesi gli steroidi e rimpiazzati dalla cetirizina. I pazienti, con la cetirizina, sono diventati asintomatici, le lesioni cutanee e l’eosinofilia periferica sono sparite, gli effetti avversi dei corticosteroidi si sono risolti e la remissione è iniziata entro due mesi dalla somministrazione della cetirazina.  Si è ipotizzato che l’inibizione degli eosinofili, piuttosto che altre cellule immunitarie, sia la chiave per il trattamento di questa malattia.
La radioterapia è stata usata nelle lesioni ricorrenti o persistenti. Tuttavia, considerata la natura benigna della malattia, l’irraggiamento deve essere considerato solo in caso di lesioni ricorrenti e sfiguranti.
La chirurgia è stata considerata come il perno della terapia della malattia di Kimura. Tuttavia la ricorrenza delle lesioni dopo l’asportazione è comune.